# Drake Callender
Drake Callender (Sacramento, 1997. október 7. –) amerikai labdarúgó, az Inter Miami kapusa.

## Pályafutása

### Klubcsapatokban
Callender a kaliforniai Sacramento városában született. Az ifjúsági pályafutását a Cap United és a Placer United csapatában kezdte, majd a San Jose Earthquakes akadémiájánál folytatta.
2020-ban mutatkozott be az Inter Miami észak-amerikai első osztályban szereplő felnőtt keretében. Először a 2022. március 19-ei, Cincinnati ellen idegenben 3–1-re elvesztett mérkőzésen lépett pályára. Első győzelmét a csapattal  2023. május 23-án, a New York Red Bulls ellen hazai pályán 2–0-ás győzelemmel zárult találkozón szerezte meg.

### A válogatottban
Callender először 2023 áprilisában, a Mexikó elleni barátságos mérkőzésre kapott behívót az amerikai válogatottba, ám a találkozón nem lépett pályára.

## Sikerei, díjai
Inter Miami
- US Open Cup
  - Döntős (1): 2023

- Leagues Cup
  - Győztes (1): 2023